# Herb Warty
Herb Warty – jeden z symboli miasta Warta i gminy Warta w postaci herbu.

## Wygląd i symbolika
Herb przedstawia w polu błękitnym blankowany mur miejski czerwony z otwartą bramą i trzema równej wielkości wieżami czerwonymi, o jednym otworze strzelniczym i czterech blankach każda. Poniżej muru w podstawie tarczy orzeł srebrny o orężu i koronie złotych.

## Historia

Dawny herb Warty

Najstarszy znany wizerunek herbu Warty pochodzi z dokumentu datowanego na koniec XVI wieku. Wzór herbu zatwierdziło Ministerstwo Spraw Wewnętrznych RP w 1939. Historyczna wersja herbu przedstawiała orła bez korony, element ten dodano w 1990 uchwałą rady miejskiej.